# Niedersachsen Filmklappe

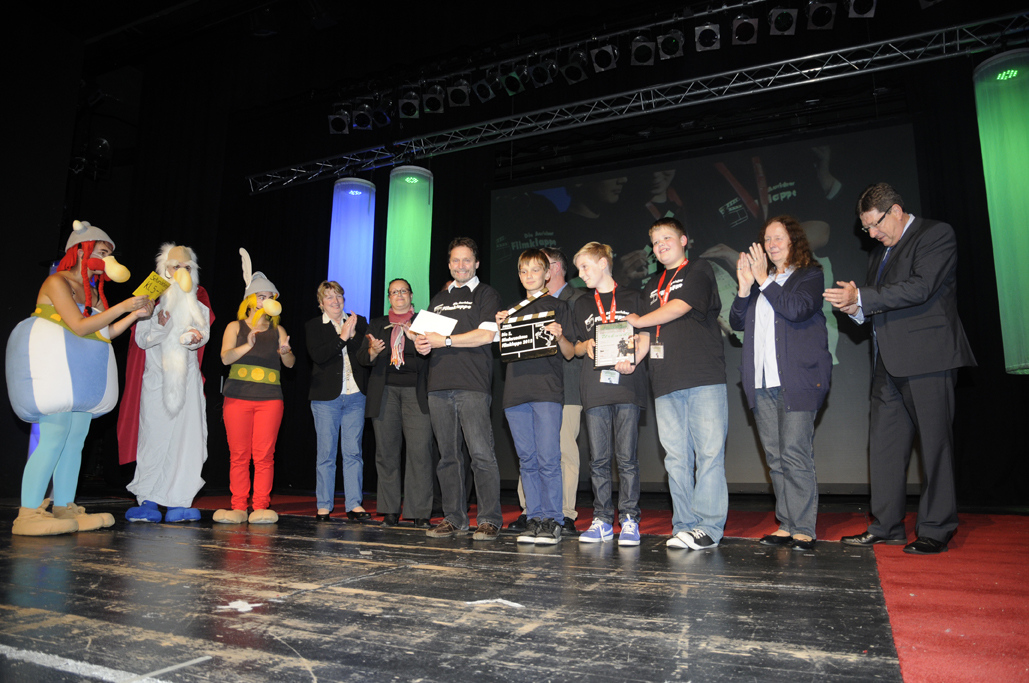
Gewinner des 1. Preises in der Kategorie „Klasse 5–7“ 2012: Klasse 5b der Freien Christlichen Schule Ostfriesland

Die Niedersachsen Filmklappe ist ein Kurzfilmwettbewerb für Kinder und Jugendliche in Niedersachsen. Dem Landesentscheid sind regionale Filmklappen vorgeschaltet, deren Erstplatzierte für die Niedersachsen Filmklappe nominiert sind.
Die Niedersachsen Filmklappe ging aus einem lokalen Kurzfilmwettbewerb für Schülerinnen und Schüler aller Schulformen und Altersklassen hervor, das 2002 vom Medienzentrum in Aurich organisiert wurde. Die Idee des 2009 verstorbenen Initiators Franz Traxler war die folgende:
„Der medienpädagogische Ausgangspunkt ist die Erkenntnis, dass die Erzählformen des Mediums Film zwar eigenen Regeln unterliegen, die aber noch lange nicht ausgeschöpft sind. Kinder und Jugendliche nehmen die gängigen Erzählformen auf, verändern und gestalten sie mit Handys und Videokameras auf ihre Art neu. Sie finden andererseits aber nicht die Beachtung, die den literarischen Ausdrucksformen schon lange entgegengebracht wird. Große neben Kleinen, Gymnasiasten neben Förderschülern sollen auf der Bühne stehen und für ihre Ideen und ihr Engagement ausgezeichnet werden, ihre Filme auf der großen Kinoleinwand gezeigt werden. Dabei soll nicht die Einzelleistung im Vordergrund stehen, sondern die Geschichte, die erzählt wird. Gleichgültig ob eine Lehrkraft Initiator im Unterricht ist oder Schülerinnen und Schüler sich in ihrer Freizeit sich mit der Kamera und dem Schnittplatz erproben. Nicht das cineastische Debüt steht im Vordergrund, sondern das alters- und leistungsgemäße Engagement.“
Über ihre Kreismedienzentren schlossen sich weitere Landkreise dem Konzept an und organisieren regionalen Filmklappen.
Im Jahr 2008 wurde die Niedersachsen Filmklappe erstmals verliehen. Die Veranstaltung fand in der Auricher Stadthalle statt.
Seit 2020 werden die Preise in drei Kategorien vergeben:
- Kategorie „Kindertagesstätten und Klassen 1-6“
- Kategorie „Jahrgänge 7-10“
- Kategorie „Jahrgänge 11-13 und BBS“

Es spielt keine Rolle, ob ein Film in privater Initiative oder im Rahmen eines schulisch unterstützten Projektes als Klassen-, Gruppen- oder Einzelarbeit entstanden ist. Thema und Genre des Filmbeitrags können frei gewählt werden: Kurzspielfilm, Dokumentation, Reportage, Trickfilm, Musikvideo, Social Spot, Experimentalfilm usw. Da es sich um einen Kurzfilmwettbewerb handelt, darf die Länge eines Films 12 Minuten (ohne Abspann) nicht überschreiten. Darüber hinaus ist auf die Einhaltung der Urheberrechtsbestimmungen zu achten! Einsendeschluss ist der 31. Januar eines Jahres.